# Chinzei Bugyō
Chinzei Bugyō (鎮西奉行, Comissário de Defesa do Oeste) era um posto do governo japonês em 1186.
A responsabilidade principal do posto era supervisar a defesa de Kyushu. Ao mesmo tempo, quando se criou o posto, se lhe outorgou o dever de procurar e eliminar qualquer um que apoiasse Minamoto no Yoshitsune ao invés de seu irmão Yoritomo como Shōgun. Em menos de um século, a Chinzei (Base Operacional da Defesa do Oeste) assumiu a responsabilidade de uma verdadeira base de defesa ao defender o Japão contra a invasão dos mongóis. Com o passar do tempo o cargo de Bugyō, chefe da base de defesa, obteve o nome de Chinzei Shugo o Chinzei Tandai. E se estabeleceram postos similares em todo o território japonês  .
O primeiro Chinzei Bugyō foi Amano Tokage e foi sucedido por Nakawara Nobufusa, em pouco tempo Nakawara teve que suprimir uma rebelião em Kyushu. Ele estableceu a Chinzei em Dazaifu onde recebia todas as ordens do Shōgun com relação à governança de Kyushu. Como os líderes locais nem sempre seguíam as leis estabelecidas pelos comissários locais, o Kyushu Tandai (outro nome pelo qual era chamado o Chinzei Bugyō) deveria atuar como intermediário entre Kyushu e a capital em Kamakura 